# Касьянов Сергій Павлович
Сергі́й Па́влович Касья́нов (нар. 30 березня 1966, м. Кіровоград);— голова Ради Директорів холдингу KSG Agro, голова ради Благодійного Фонду «Майбутнє», кандидат технічних наук; колишній народний депутат України 4-го скликання, голова Дніпропетровської державної облдержадміністрації (2005 р.)

## Освіта
Вища.
1992 р. — Закінчив Дніпропетровський інженерно-будівельний інститут (тепер — Придніпровська державна академія будівництва та архітектури) за спеціальністю інженер-будівельник. В 1998 р. отримав ступінь кандидата технічних наук.

## Бізнес
Заснував корпорацію «Ольвія», що посіла лідируючі позиції в Україні з продажу парфумерії, косметики, побутової хімії
Вже через кілька років «Ольвія» в своїй ніші на ринку вже посідала частку в 50-60 %.
На початку 2000‑х років він продав свою дистриб"юторську компанію Procter & Gamble.
У 2001 заснував Групу компаній KSG Agro, яка починалася із створення першого підприємства Групи — АТД «Дніпровський».
Ця компанія входить:
- до ТОП-20 наефективніших агрокомпаній України[2]
- до ТОП-10 підприємств АПК відповідно до авторитетного рейтингу репутаційної стабільності Business.ua[3]

Згідно результатів роботи KSG Agro у 2015 р., чистий прибуток без урахування курсових різниць склав 7,3 млн дол.
У 2012 році журнал «Фокус» розмістив бізнесмена у списку 20 найуспішніших аграріїв України, де він посів п'ятнадцяте місце (агрокомпанія KSG Agro — земельний банк — 61 000 га).
Бенефіціар ( 100 % частка) медиахолдингу "Відкритий". 

## Політична діяльність
Сергій Касьянов з 4 лютого по 4 березня 2005 р. посідав посаду Голови Дніпропетровської облдержадміністрації.
У березні 2006 р. обраний народним депутатом України у виборчому окрузі № 37, Дніпропетровська область, як самовисуванець.
Член Комітету у закордонних справах (червень 2002 — березень 2003 рр.), уповноважений представник групи «Центр» (квітень — червень 2004 р.), уповноважений представник фракції НАПУ (червень 2004 — березень 2005 рр.), уповноважений представник фракції НП (з березня 2005 р.). Член Комітету з питань європейської інтеграції (з березня 2003 р.), член Спеціальної контрольної комісії з питань приватизації (з червня 2002 р.).

## Меценатство
У вересні 2000 р. Сергій Касьянов заснував благодійний фонд соціального розвитку «Майбутнє».
У Дніпропетровську були реалізовані такі програми фонду, як «Щаслива пенсія», «Чисте місто», «Молодіжний спорт», «Громадський контроль».
Пріоритетними напрямками діяльності фонду «Майбутнє» були і залишаються підтримка регіональної інфраструктури, допомогу найбільш незахищеним верствам населення, освітні програми, допомога молодіжному спорту тощо.
У переліку пріоритетів фонду — підтримка місцевих громад, сприяння економічному та соціальному розвитку в кожному куточку Дніпропетровського регіону.

## Хобі
Сергій Касьянов грає у теніс та волейбол.
Волейболом захоплюється понад 30 років.  Грає за волейбольний клуб "Ветеран «Динамо», бере активну участь у житті своєї команди, надає їй спонсорську підтримку.